# Religion en Thaïlande
Religion en Thaïlande (Recensement de 2018),
- Bouddhisme (inclut les religions traditionnelles  thaïlandaise et chinoise) (85,158 %)
- Islam (14,930 %)
- Christianisme (1,80 %)
- Autre (0,30 %)

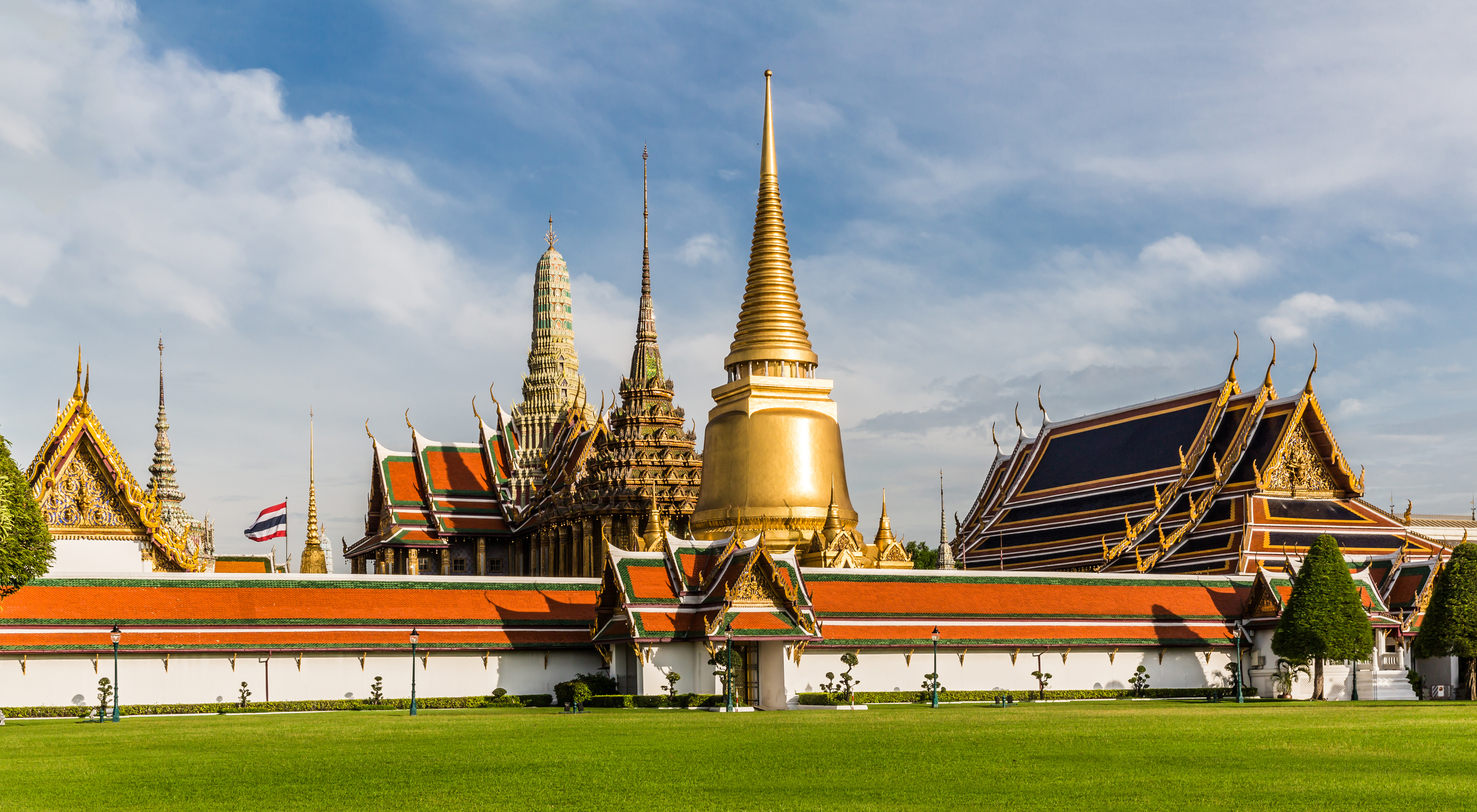
Wat Phra Kaew, le temple bouddhiste theravada le plus sacré de Bangkok

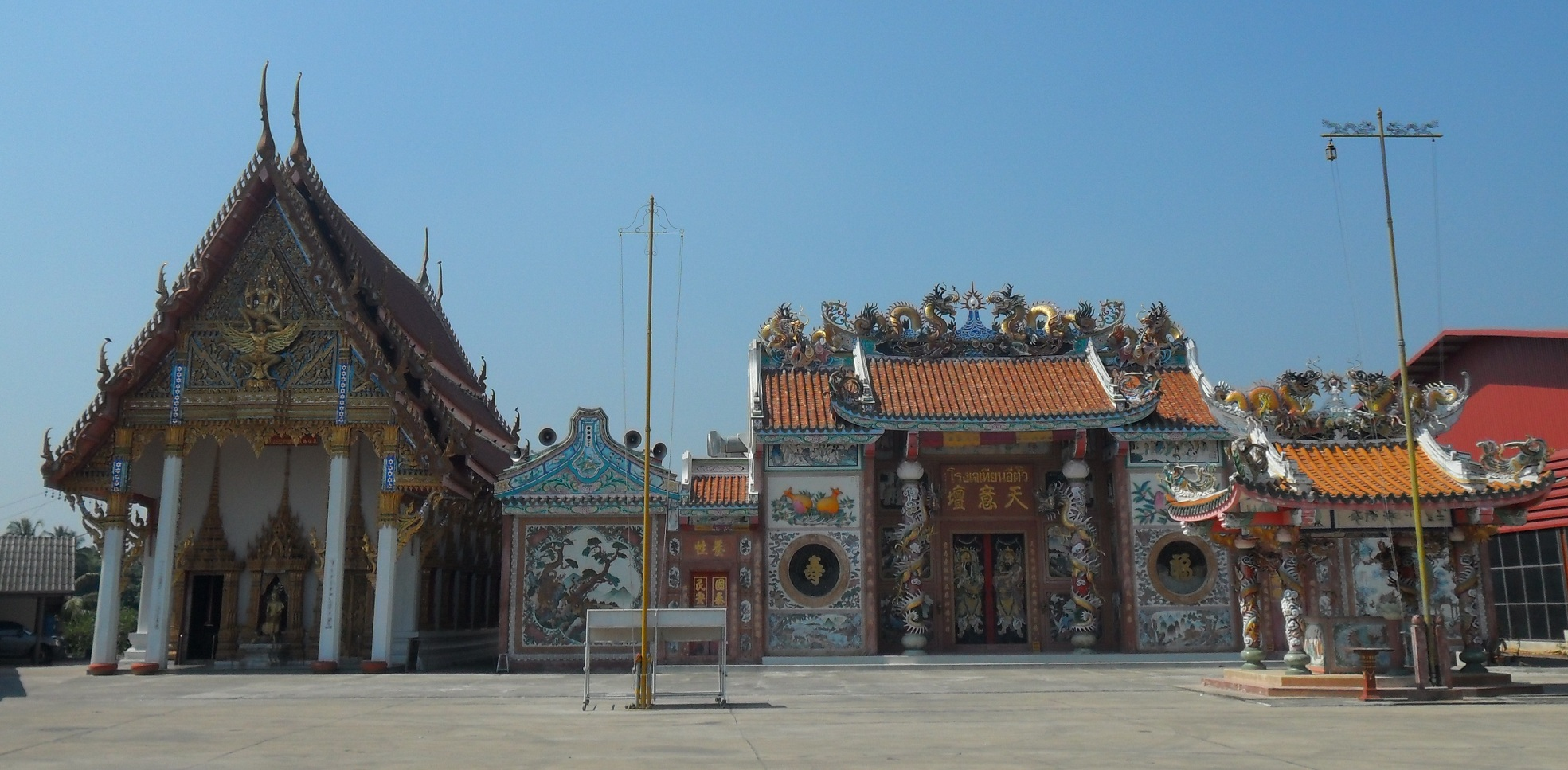
Un temple bouddhiste thaïlandais Theravada (à gauche) et un temple de la religion populaire chinoise (à droite), côte à côte, montrant l'héritage religieux thaïlandais et chinois du pays.

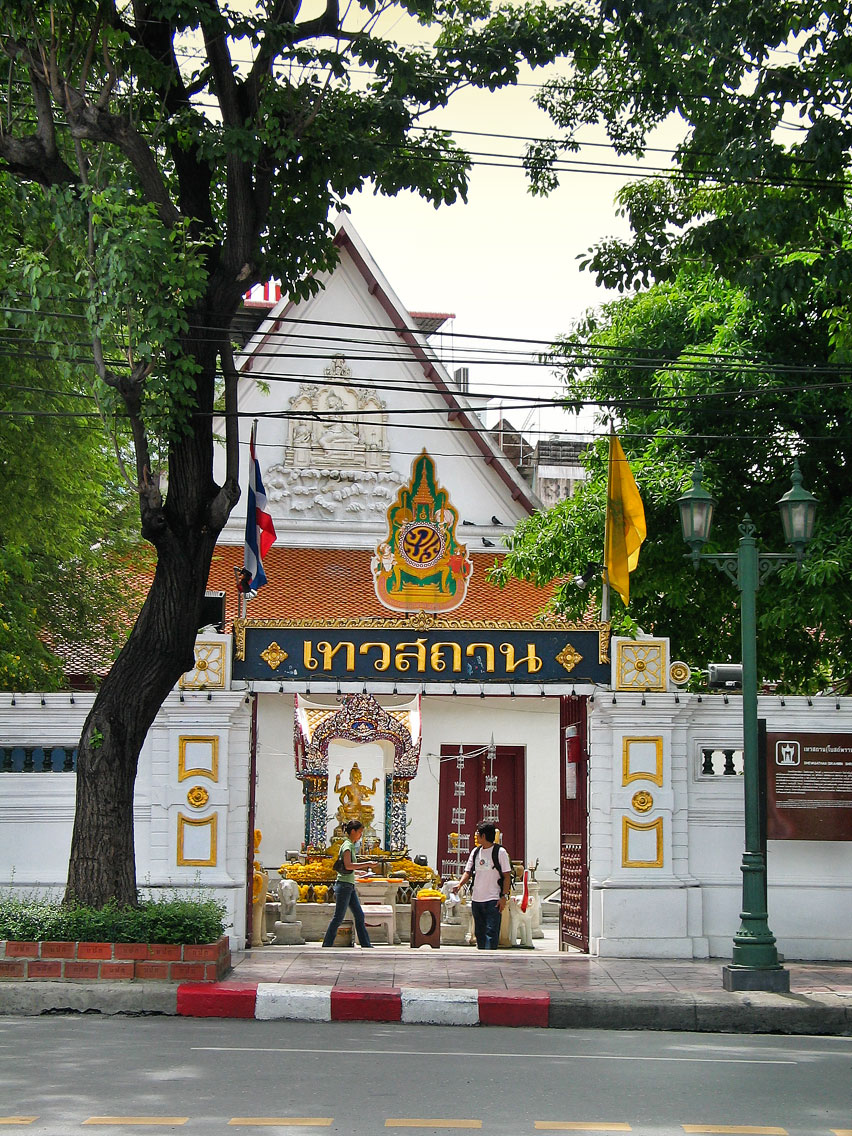
La porte d'entrée du Devasathan, le centre officiel de l'hindouisme à Bangkok.

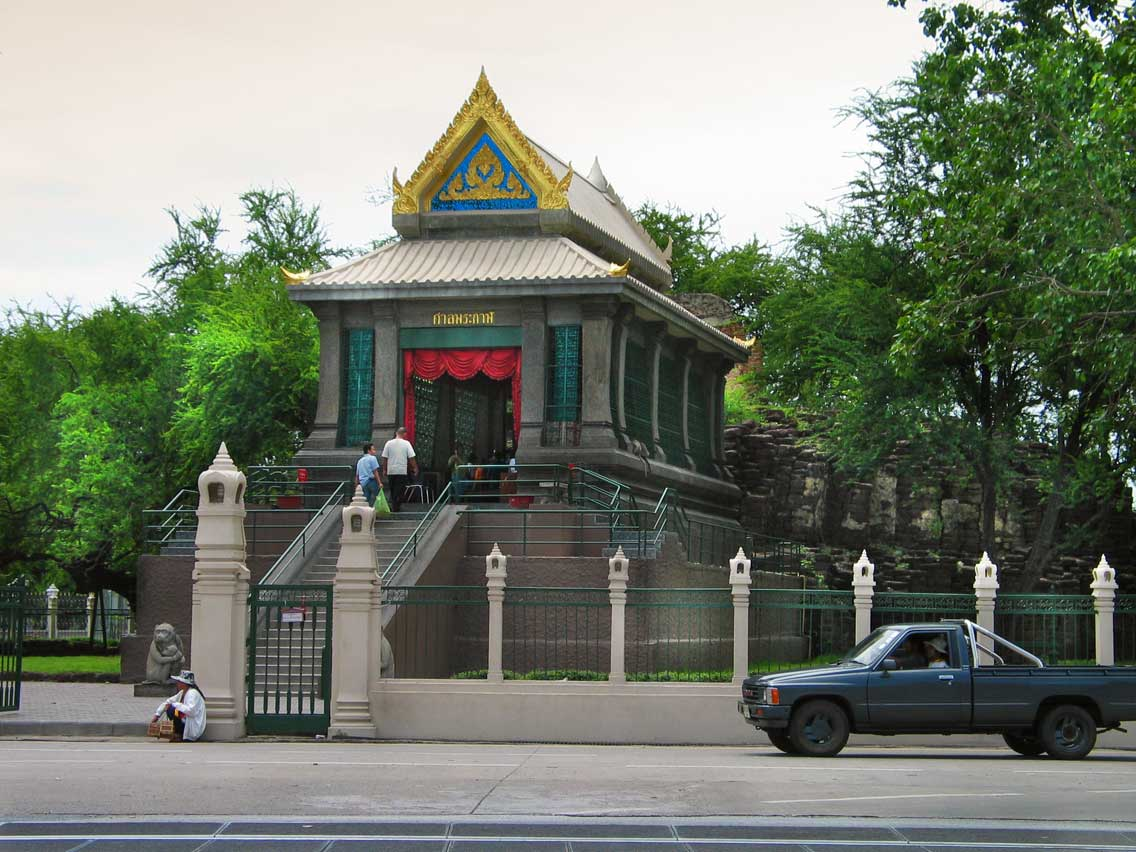
San Phra Kan est un sanctuaire dédié à la divinité hindoue Vishnu, situé à Lop Buri.

La principale religion en Thaïlande est le bouddhisme, pratiqué par 93% de la population. La constitution thaïlandaise ne prévoit pas de religion d’État et garantit la liberté de culte pour tous les citoyens du pays, bien que le roi soit légalement obligé de pratiquer le bouddhisme theravāda. De nombreuses autres personnes, en particulier dans la région d'Isan, pratiquent la religion traditionnelle thaïlandaise. Une importante population de musulmans, principalement constituée de Malais, est présente surtout dans le sud du pays. La loi thaïlandaise reconnait officiellement cinq groupes religieux : les bouddhistes, les musulmans, les hindous, les sikhs, et les chrétiens.

## Démographie

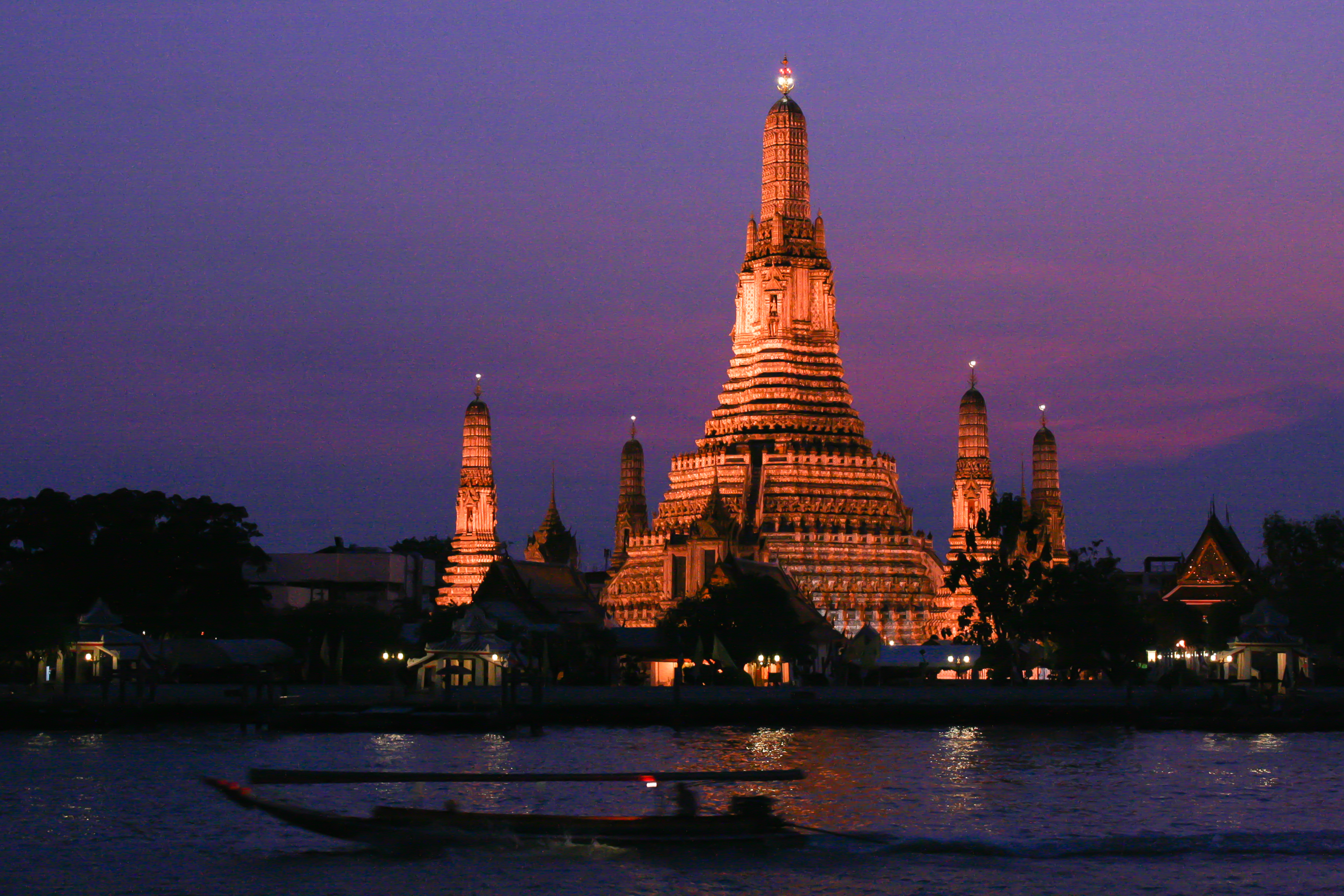
Wat Arun, un temple bouddhiste Theravada.

D'après les données officielles des recensements, environ 95% des Thaïlandais sont bouddhistes. La vie religieuse du pays est toutefois plus complexe que ne laissent paraître ces statistiques. Parmi les nombreux Thaïlandais d'origine chinoise, la majorité des bouddhistes ont intégré la tradition dominante theravāda et ont abandonné le bouddhisme chinois. De plus, un grand nombre des Thaïlandais d'origine chinoise continuent de pratiquer des religions chinoises comme le taoïsme,le confucianisme ou les nouvelles religions chinoises telles que le yiguandao. Ces religions n'ont pas de reconnaissance officielle et leurs pratiquants sont comptés parmi les bouddhistes theravāda dans les études statistiques. De plus, de nombreux Thaïlandais pratiquent leur religion traditionnelle.
Les musulmans sont le deuxième plus important groupe religieux de Thaïlande avec 4% à 5% de la population. Les provinces les plus au sud du pays (Pattani, Yala, Narathiwat et des parties de Songkhla et Chumphon) comptent une importante population musulmane, composée de Thaïs et de Malais.
Les chrétiens représentent 1% de la population et sont majoritairement catholiques. Une communauté petite mais influente de sikhs et de quelques hindous est présente en Thaïlande, principalement dans les villes. Il existe aussi une petite communauté juive en Thaïlande, dont la présence remonte au XVIIe siècle.

## Recensements

### Aperçu
| Religion         | Recensement de 2010 | Recensement de 2010 | Recensement de 2015 | Recensement de 2015 | Recensement de2018 | Recensement de2018 |
| Religion         | Population          | %                   | Population          | %                   | Population         | %                  |
| ---------------- | ------------------- | ------------------- | ------------------- | ------------------- | ------------------ | ------------------ |
| Buddhisme        | 61,746,429          | 93.58%              | 63,620,298          | 94.50%              | 63,299,192         | 93.46%             |
| Islam            | 3,259,340           | 4.94%               | 2,892,311           | 4.29%               | 3,639,233          | 5.37%              |
| Christianisme    | 789,376             | 1.20%               | 787,589             | 1.17%               | 767,624            | 1.13%              |
| Hinduisme        | 41,808              | 0.06%               | 22,110              | 0.03%               | 12,195             | 0.018%             |
| Sikhisme         | 11,124              | 0.02%               | 716                 | 0.001%              | 12,195             | 0.018%             |
| Confucianisme    | 16,718              | 0.02%               | 1,030               | 0.001%              | 2,009              | 0.002%             |
| Autres religions | 70,742              | 0.11%               | 1,583               | 0.002%              | 2,009              | 0.002%             |
| Sans religion    | 46,122              | 0.07%               | 2,925               | 0.005%              | 2,082              | 0.003%             |
| Inconnu          | 3,820               | 0.005%              | -                   | -                   | 4,085              | 0.006%             |
| Total            | 65,981,660          | 100%                | 67,228,562          | 100%                | 67,726,419         | 100%               |

### Religions par région
D'après le recensement de 2015,les 67,328,562 habitants de Thaïlande dans les différentes régions du pays appartiennent aux groupes religieux suivants:
| La religion      | Bangkok   | %       | Région centrale | %       | Région du Nord | %       | Région du Nord-Est | %       | Région du Sud | %       |
| ---------------- | --------- | ------- | --------------- | ------- | -------------- | ------- | ------------------ | ------- | ------------- | ------- |
| Bouddhisme       | 8 197 188 | 93,95 % | 18 771 520      | 97,57 % | 11 044 018     | 96,23 % | 18 698 599         | 99,83 % | 6 908 973     | 75,45 % |
| Islam            | 364 855   | 4,18%   | 247 430         | 1,29 %  | 35 561         | 0,31 %  | 16 851             | 0,09 %  | 2 227 613     | 24,33%  |
| Christianisme    | 146 592   | 1,68 %  | 214 444         | 1,11 %  | 393 969        | 3,43 %  | 13 825             | 0,07 %  | 18 759        | 0,21 %  |
| Hindouisme       | 16 306    | 0,19 %  | 5 280           | 0,03 %  | 207            | 0,002 % | 318                | 0,001 % | -             | -       |
| Sikhisme         | -         | -       | -               | -       | 378            | 0,003 % | -                  | -       | 491           | 0,005 % |
| Autres religions | -         | -       | 294             | 0,00 %  | 1 808          | 0,16 %  | -                  | -       | 359           | 0,004 % |
| Sans religion    | 289       | 0,00 %  | 473             | 0,002 % | 1 001          | 0,01 %  | 436                | 0,002 % | 726           | 0,008 % |

### Religions par province
D'après le recensement de 2010, les habitants de la Thaïlande dans les différentes provinces du pays appartiennent aux groupes religieux suivants:
| Religion                 | Buddhisme  | %      | Islam     | %      | Christianisme | %     | Hinduisme | %     | Confucianisme | %     | Sikhisme | %     | Autres religions | %     | Sans religion | %     | Inconnu | %     | Total      |
| ------------------------ | ---------- | ------ | --------- | ------ | ------------- | ----- | --------- | ----- | ------------- | ----- | -------- | ----- | ---------------- | ----- | ------------- | ----- | ------- | ----- | ---------- |
| Bangkok                  | 7,686,022  | 92.54% | 382,385   | 4.60%  | 157,534       | 1.89% | 22,820    | 0.27% | 6,800         | 0.08% | 7,183    | 0.08% | 24,330           | 0.29% | 17,091        | 0.20% | 1,053   | 0.01% | 8,305,218  |
| Amnat Charoen            | 281,675    | 99.28% | 267       | 0.09%  | 1,649         | 0.58% | 59        | 0.02% | 13            | 0.01% | 13       | 0.01% | 53               | 0.02% | -             | -     | -       | -     | 283,729    |
| Ang Thong                | 249,847    | 98.25% | 3,994     | 1.57%  | 213           | 0.08% | 172       | 0.07% | 7             | 0.01% | 7        | 0.01% | 42               | 0.01% | 9             | 0.01% | -       | -     | 254,292    |
| Bueng Kan                | 360,468    | 99.37% | 242       | 0.07%  | 1,913         | 0.53% | 96        | 0.03% | 21            | 0.01% | 12       | 0.01% | -                | -     | 3             | 0.01% | -       | -     | 362,754    |
| Buriram                  | 1,261,658  | 98.96% | 1,911     | 0.15%  | 7,508         | 0.59% | 745       | 0.06% | 278           | 0.02% | 131      | 0.01% | 1,746            | 0.14% | 911           | 0.07% | 25      | 0.01% | 1,274,912  |
| Chachoengsao             | 663,790    | 92.76% | 46,041    | 6.43%  | 4,457         | 0.62% | 231       | 0.03% | 43            | 0.01% | 55       | 0.01% | 626              | 0.09% | 360           | 0.05% | -       | -     | 715,603    |
| Chai Nat                 | 304,407    | 99.61% | 592       | 0.19%  | 424           | 0.14% | 35        | 0.01% | 23            | 0.01% | 18       | 0.01% | 47               | 0.02% | 41            | 0.01% | -       | -     | 305,587    |
| Chaiyaphum               | 961,401    | 99.74% | 944       | 0.10%  | 1,185         | 0.12% | 227       | 0.02% | 59            | 0.01% | 57       | 0.01% | 9                | 0.01% | 16            | 0.01% | 9       | 0.01% | 963,907    |
| Chanthaburi              | 475,653    | 97.95% | 1,937     | 0.40%  | 5,922         | 1.22% | 129       | 0.03% | 65            | 0.01% | 40       | 0.01% | 1,016            | 0.21% | 849           | 0.17% | -       | -     | 485,611    |
| Chiang Mai               | 1,592,164  | 91.66% | 6,789     | 0.39%  | 133,761       | 7.70% | 790       | 0.05% | 365           | 0.02% | 189      | 0.01% | 546              | 0.03% | 2,420         | 0.14% | 17      | 0.01% | 1,737,041  |
| Chiang Rai               | 1,065,169  | 90.81% | 3,167     | 0.27%  | 103,450       | 8.82% | 478       | 0.04% | 212           | 0.02% | 52       | 0.01% | 139              | 0.01% | 245           | 0.02% | 15      | 0.01% | 1,172,928  |
| Chonburi                 | 1,463,280  | 94.08% | 23,269    | 1.50%  | 56,878        | 3.66% | 1,155     | 0.07% | 610           | 0.04% | 426      | 0.03% | 6,139            | 0.39% | 3,601         | 0.23% | -       | -     | 1,555,358  |
| Chumphon                 | 462,822    | 98.94% | 3,545     | 0.76%  | 1,040         | 0.22% | 115       | 0.02% | 88            | 0.02% | 11       | 0.01% | 79               | 0.01% | 101           | 0.02% | -       | -     | 467,801    |
| Kalasin                  | 821,714    | 99.66% | 1,058     | 0.13%  | 1,348         | 0.16% | 72        | 0.01% | 30            | 0.01% | 33       | 0.01% | 203              | 0.02% | 76            | 0.01% | -       | -     | 824,534    |
| Kamphaeng Phet           | 790,017    | 99.08% | 1,571     | 0.20%  | 3,775         | 0.47% | 226       | 0.03% | 124           | 0.01% | 94       | 0.01% | 746              | 0.09% | 838           | 0.11% | -       | -     | 797,391    |
| Kanchanaburi             | 789,692    | 98.52% | 2,849     | 0.35%  | 7,833         | 0.97% | 203       | 0.02% | 204           | 0.02% | 20       | 0.01% | 145              | 0.01% | 573           | 0.07% | -       | -     | 801,519    |
| Khon Kaen                | 1,731,964  | 99.43% | 2,593     | 0.15%  | 6,251         | 0.36% | 517       | 0.03% | 232           | 0.01% | 370      | 0.02% | 39               | 0.01% | 2             | 0.01% | 2       | 0.01% | 1,741,969  |
| Krabi                    | 235,594    | 65.04% | 125,476   | 34.64% | 517           | 0.14% | 120       | 0.03% | 59            | 0.01% | 34       | 0.01% | 305              | 0.08% | 93            | 0.02% | 5       | 0.01% | 362,203    |
| Lampang                  | 729,866    | 98.21% | 1,422     | 0.19%  | 10,730        | 1.44% | 68        | 0.01% | 108           | 0.01% | 37       | 0.01% | 665              | 0.08% | 243           | 0.03% | 3       | 0.01% | 743,143    |
| Lamphun                  | 410,259    | 99.40% | 631       | 0.15%  | 1,698         | 0.41% | 30        | 0.01% | 12            | 0.01% | 16       | 0.01% | 96               | 0.02% | -             | -     | -       | -     | 412,741    |
| Loei                     | 543,592    | 99.55% | 544       | 0.10%  | 1,778         | 0.33% | -         | -     | 12            | 0.01% | 17       | 0.01% | 73               | 0.01% | 16            | 0.01% | -       | -     | 546,031    |
| Lopburi                  | 765,821    | 99.47% | 1,525     | 0.20%  | 1,304         | 0.17% | 141       | 0.02% | 55            | 0.01% | 51       | 0.01% | 294              | 0.04% | 733           | 0.10% | -       | -     | 769,925    |
| Mae Hong Son             |            |        |           |        |               |       |           |       |               |       |          |       |                  |       |               |       |         |       |            |
| Maha Sarakham            |            |        |           |        |               |       |           |       |               |       |          |       |                  |       |               |       |         |       |            |
| Mukdahan                 |            |        |           |        |               |       |           |       |               |       |          |       |                  |       |               |       |         |       |            |
| Nakhon Nayok             |            |        |           |        |               |       |           |       |               |       |          |       |                  |       |               |       |         |       |            |
| Nakhon Pathom            | 928,954    | 98.42% | 2,162     | 0.23%  | 9,803         | 1.04% | 444       | 0.05% | 108           | 0.01% | 38       | 0.01% | 1,574            | 0.17% | 810           | 0.09% | -       | -     | 943,892    |
| Nakhon Phanom            |            |        |           |        |               |       |           |       |               |       |          |       |                  |       |               |       |         |       |            |
| Nakhon Ratchasima        |            |        |           |        |               |       |           |       |               |       |          |       |                  |       |               |       |         |       |            |
| Nakhon Sawan             |            |        |           |        |               |       |           |       |               |       |          |       |                  |       |               |       |         |       |            |
| Nakhon Si Thammarat      | 1,353,244  | 93.30% | 94,914    | 6.54%  | 1,323         | 0.09% | 250       | 0.02% | 167           | 0.01% | 29       | 0.01% | 538              | 0.03% | -             | -     | -       | -     | 1,450,466  |
| Nan                      | 444,201    | 98.10% | 329       | 0.07%  | 8,071         | 1.78% | 27        | 0.01% | 10            | 0.01% | 19       | 0.01% | 156              | 0.03% | -             | -     | -       | -     | 452,814    |
| Narathiwat               | 93,968     | 14.02% | 575,585   | 85.90% | 212           | 0.03% | 44        | 0.01% | 161           | 0.02% | 30       | 0.01% | 2                | 0.01% | -             | -     | -       | -     | 670,002    |
| Nong Bua Lamphu          | 484,770    | 99.75% | 448       | 0.09%  | 650           | 0.13% | 57        | 0.01% | 13            | 0.01% | 19       | 0.01% | -                | -     | 17            | 0.01% | -       | -     | 485,974    |
| Nong Khai                | 817,218    | 99.48% | 575       | 0.07%  | 3,416         | 0.42% | 214       | 0.03% | 61            | 0.01% | 32       | 0.01% | -                | -     | 10            | 0.01% | -       | -     | 821,526    |
| Nonthaburi               | 1,282,703  | 96.14% | 41,816    | 3.13%  | 7,760         | 0.59% | 656       | 0.05% | 373           | 0.01% | 89       | 0.01% | 172              | 0.01% | 473           | 0.03% | 40      | 0.01% | 1,334,083  |
| Pathum Thani             | 1,271,785  | 95.83% | 35,867    | 2.70%  | 9,807         | 0.74% | 1,367     | 0.10% | 706           | 0.05% | 99       | 0.01% | 6,592            | 0.50% | 845           | 0.06% | 78      | 0.01% | 1,327,147  |
| Pattani                  | 94,507     | 15.52% | 513,841   | 84.37% | 221           | 0.04% | 77        | 0.01% | 58            | 0.01% | 49       | 0.01% | 237              | 0.39% | 23            | 0.01% | 3       | 0.01% | 609,015    |
| Phang Nga                | 200,324    | 77.48% | 57,081    | 22.08% | 786           | 0.30% | 98        | 0.04% | 23            | 0.01% | 46       | 0.01% | 2                | 0.01% | 174           | 0.07% | -       | -     | 258,534    |
| Phatthalung              | 423,199    | 87.99% | 56,282    | 11.70% | 973           | 0.20% | 79        | 0.02% | 109           | 0.02% | 24       | 0.01% | 248              | 0.05% | 58            | 0.01% | 3       | 0.01% | 480,976    |
| Phayao                   | 412,121    | 98.74% | 487       | 0.12%  | 4,275         | 1.02% | 35        | 0.01% | 19            | 0.01% | 14       | 0.01% | 103              | 0.02% | 321           | 0.07% | 4       | 0.01% | 417,380    |
| Phetchabun               | 929,722    | 98.90% | 2,774     | 0.30%  | 5,818         | 0.62% | 392       | 0.04% | 499           | 0.05% | 57       | 0.01% | 407              | 0.04% | 400           | 0.04% | 7       | 0.01% | 940,076    |
| Phetchaburi              | 460,327    | 97.41% | 10,398    | 2.20%  | 1,411         | 0.30% | 61        | 0.01% | 52            | 0.01% | 5        | 0.01% | 128              | 0.03% | 206           | 0.04% | -       | -     | 472,589    |
| Phichit                  |            |        |           |        |               |       |           |       |               |       |          |       |                  |       |               |       |         |       |            |
| Phitsanulok              |            |        |           |        |               |       |           |       |               |       |          |       |                  |       |               |       |         |       |            |
| Phra Nakhon Si Ayutthaya | 827,251    | 95.01% | 37,056    | 4.26%  | 3,024         | 0.35% | 330       | 0.04% | 78            | 0.01% | 44       | 0.01% | 458              | 0.05% | 57            | 0.01% | 2,373   | 0.27% | 870,671    |
| Phrae                    | 423,310    | 99.04% | 551       | 0.13%  | 3,118         | 0.73% | 45        | 0.01% | 52            | 0.01% | 35       | 0.01% | 184              | 0.04% | 101           | 0.02% | 2       | 0.01% | 427,398    |
| Phuket                   | 418,025    | 79.52% | 83,969    | 15.97% | 19,058        | 3.63% | 1,011     | 0.19% | 67            | 0.01% | 104      | 0.02% | 930              | 0.18% | 2,453         | 0.47% | 91      | 0.02% | 525,709    |
| Prachinburi              |            |        |           |        |               |       |           |       |               |       |          |       |                  |       |               |       |         |       |            |
| Prachuap Khiri Khan      |            |        |           |        |               |       |           |       |               |       |          |       |                  |       |               |       |         |       |            |
| Ranong                   |            |        |           |        |               |       |           |       |               |       |          |       |                  |       |               |       |         |       |            |
| Ratchaburi               | 781,901    | 98.14% | 2,802     | 0.35%  | 10,108        | 1.27% | 411       | 0.05% | 205           | 0.03% | 90       | 0.01% | 474              | 0.06% | 757           | 0.10% | -       | -     | 796,748    |
| Rayong                   |            |        |           |        |               |       |           |       |               |       |          |       |                  |       |               |       |         |       |            |
| Roi Et                   |            |        |           |        |               |       |           |       |               |       |          |       |                  |       |               |       |         |       |            |
| Sa Kaeo                  | 553,526    | 99.56% | 721       | 0.13%  | 1,393         | 0.25% | 90        | 0.01% | 31            | 0.01% | 14       | 0.01% | 54               | 0.01% | 132           | 0.02% | -       | -     | 555,961    |
| Sakon Nakhon             |            |        |           |        |               |       |           |       |               |       |          |       |                  |       |               |       |         |       |            |
| Samut Prakan             |            |        |           |        |               |       |           |       |               |       |          |       |                  |       |               |       |         |       |            |
| Samut Prakan             |            |        |           |        |               |       |           |       |               |       |          |       |                  |       |               |       |         |       |            |
| Samut Songkhram          |            |        |           |        |               |       |           |       |               |       |          |       |                  |       |               |       |         |       |            |
| Saraburi                 |            |        |           |        |               |       |           |       |               |       |          |       |                  |       |               |       |         |       |            |
| Satun                    | 89,715     | 32.64% | 184,552   | 67.14% | 403           | 0.15% | 17        | 0.01% | 152           | 0.06% | 16       | 0.01% | -                | -     | 8             | 0.01% | -       | -     | 274,863    |
| Sing Buri                | 197,857    | 98.94% | 891       | 0.45%  | 1,149         | 0.57% | 50        | 0.03% | 3             | 0.01% | 7        | 0.01% | -                | -     | 23            | 0.01% | 2       | 0.01% | 199,982    |
| Sisaket                  | 1,047,650  | 99.21% | 1,677     | 0.16%  | 5,818         | 0.55% | 196       | 0.02% | 30            | 0.01% | 41       | 0.01% | 312              | 0.03% | 255           | 0.02% | -       | -     | 1,055,979  |
| Songkhla                 | 1,102,830  | 74.46% | 374,728   | 25.30% | 2,635         | 0.18% | 218       | 0.01% | 214           | 0.01% | 37       | 0.01% | 271              | 0.01% | 88            | 0.01% | -       | -     | 1,481,021  |
| Sukhothai                |            |        |           |        |               |       |           |       |               |       |          |       |                  |       |               |       |         |       |            |
| Suphan Buri              |            |        |           |        |               |       |           |       |               |       |          |       |                  |       |               |       |         |       |            |
| Surat Thani              | 978,368    | 96.93% | 22,521    | 2.23%  | 2,313         | 0.23% | 460       | 0.05% | 238           | 0.02% | 42       | 0.01% | 2,469            | 0.24% | 2,940         | 0.29% | -       | -     | 1,009,351  |
| Surin                    |            |        |           |        |               |       |           |       |               |       |          |       |                  |       |               |       |         |       |            |
| Tak                      |            |        |           |        |               |       |           |       |               |       |          |       |                  |       |               |       |         |       |            |
| Trang                    | 511,698    | 85.44% | 85,609    | 14.29% | 1,216         | 0.20% | 74        | 0.01% | 13            | 0.01% | 26       | 0.01% | 200              | 0.03% | 40            | 0.01% | -       | -     | 598,877    |
| Trat                     |            |        |           |        |               |       |           |       |               |       |          |       |                  |       |               |       |         |       |            |
| Ubon Ratchathani         |            |        |           |        |               |       |           |       |               |       |          |       |                  |       |               |       |         |       |            |
| Udon Thani               |            |        |           |        |               |       |           |       |               |       |          |       |                  |       |               |       |         |       |            |
| Uthai Thani              |            |        |           |        |               |       |           |       |               |       |          |       |                  |       |               |       |         |       |            |
| Uttaradit                |            |        |           |        |               |       |           |       |               |       |          |       |                  |       |               |       |         |       |            |
| Yala                     | 100,778    | 23.27% | 331,747   | 76.59% | 453           | 0.10% | 69        | 0.02% | 61            | 0.01% | 40       | 0.01% | -                | -     | 16            | 0.01% | 3       | 0.01% | 433,167    |
| Yasothon                 | 482,651    | 98.91% | 453       | 0.09%  | 4,689         | 0.96% | 140       | 0.03% | 28            | 0.01% | 15       | 0.01% | -                | -     | -             | -     | -       | -     | 487,976    |
| Total                    | 61,746,429 | 100%   | 3,259,340 | 100%   | 789,376       | 100%  | 41,808    | 100%  | 16,718        | 100%  | 11,124   | 100%  | 66,922           | 100%  | 46,122        | 100%  | 3,820   | 100%  | 65,981,660 |

## Principales religions

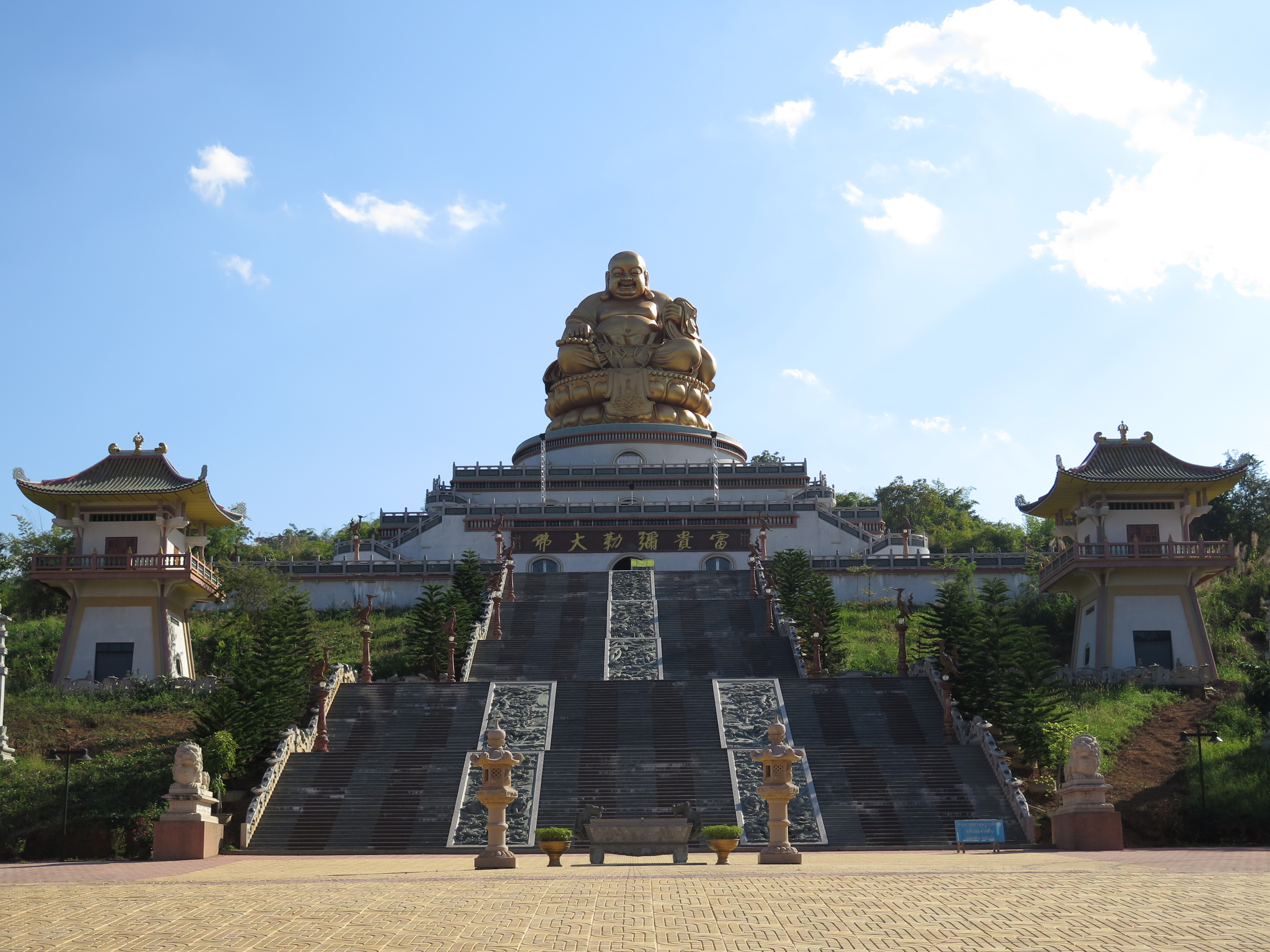
Temple chinois Maitreya dans la province rurale de Chiang Rai.

### Bouddhisme
La grande majorité des bouddhistes en Thaïlande, à savoir 90% de la population, adhèrent à l'école theravāda.
Le bouddhisme thaïlandais est pratiqué en même temps qu'un certain nombre de religions locales, comme la religion traditionnelle chinoise parmi les nombreux Thaïlandais d'origine chinoise, et l'hindouisme parmi les Thaïlandais d'origine indienne, ainsi que la religion traditionnelle thaïlandaise parmi le peuple Isan, les Thaï du Nord ou encore les Khmers de la région d'Isan.

### Religions traditionnelles

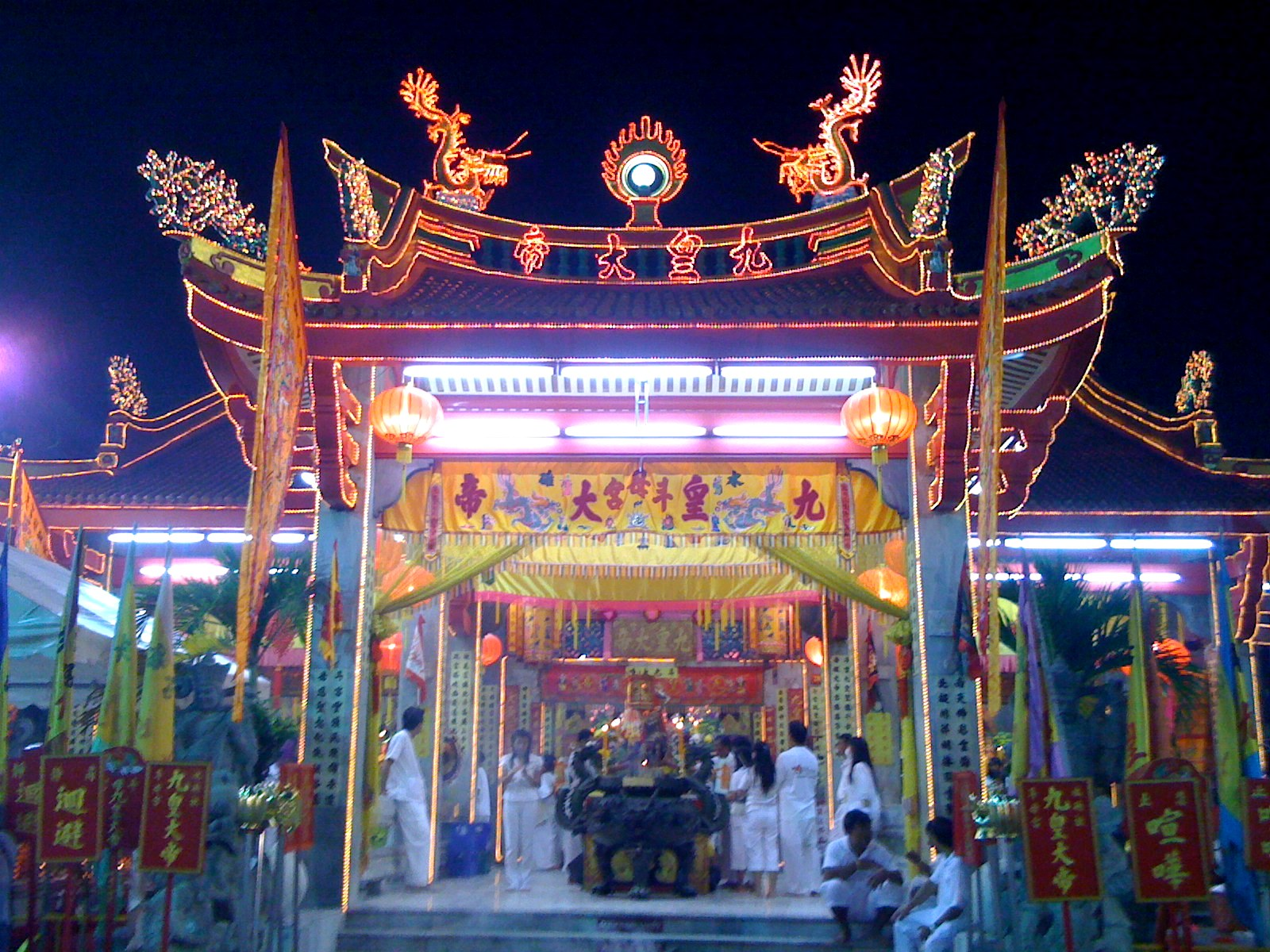
Sanctuaire Jui Tui à Phuket, de nuit.

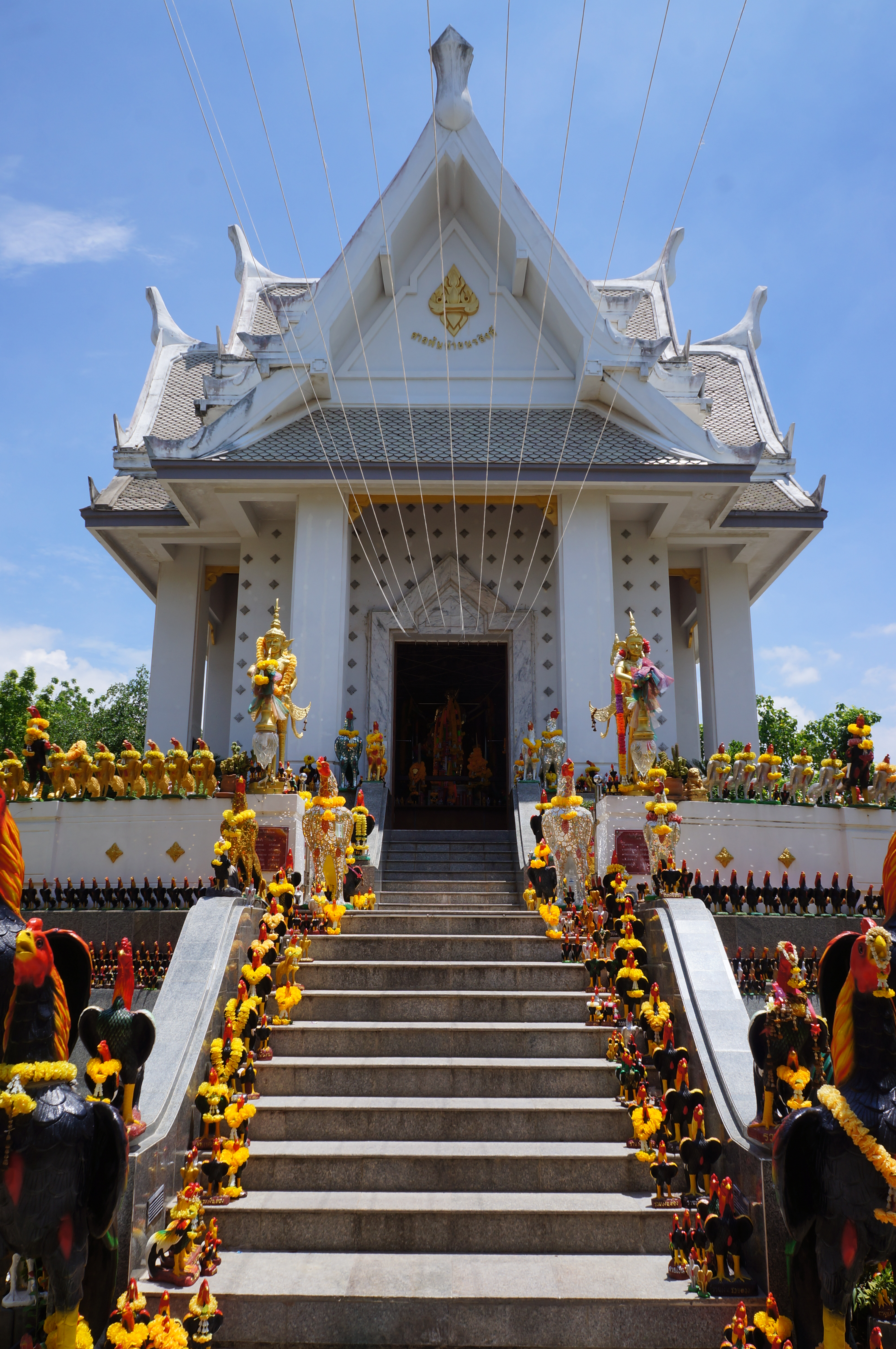
San Phanthai Norasing, un sanctuaire dédié à une divinité locale associée au coq dans la province de Samut Sakhon.

#### Religion traditionnelle chinoise
Beaucoup de  Thaïlandais d'origine chinoise (à l'exception des Peranakan) pratiquent différentes religions chinoises, y compris le culte de divinités locales, le culte des ancêtres, le taoïsme, le confucianisme et des nouvelles religions chinoises. Parmi ces dernières, le Yiguandao (en thaï : Anuttharatham) se répand en Thaïlande depuis les années 1970 et est devenu populaire au point de rentrer en conflit avec le bouddhisme. En 2009 il y avait plus de 7000 églises Yiguandao dans le pays, et environ 200 000 personnes se convertissent à cette religion chaque année. Malgré un grand nombre de fidèles et de temples, ces religions ne sont pas reconnues par l’État, leurs temples ne sont pas officiellement considérés comme des lieux de culte, et leurs fidèles comptent parmi les "bouddhistes theravāda" dans les chiffres officiels. Les temples chinois sont appelés sanchao en thaï.
La religion traditionnelle chinoise de Thaïlande a développé des caractéristiques locales, notamment le culte des dieux locaux. Les principaux festivals chinois tels que le Nouvel An lunaire, la fête de la mi-automne et la Fête de Qing Ming sont largement célébrés, en particulier à Bangkok, Chonburi et dans d'autres parties de la Thaïlande où il y a une importante population chinoise.

#### Religion traditionnelle peranakan
Les Peranakans de la ville de Phuket célèbrent un festival végétarien de neuf jours entre les mois de septembre et d'octobre. Durant les festivités, les fidèles ne mangent pas viande ni de produits laitiers. Un certain nombre d'entre eux pratiquent la mortification. Les différents rituels sont dédiés au dieu de la prospérité Tua Pek Kong. Ces traditions ont été élaborées au XIXe siècle à Phuket par la communauté chinoise locale et sous l'influence de la culture thaïe du sud.

#### Religion traditionnelle thaïlandaise

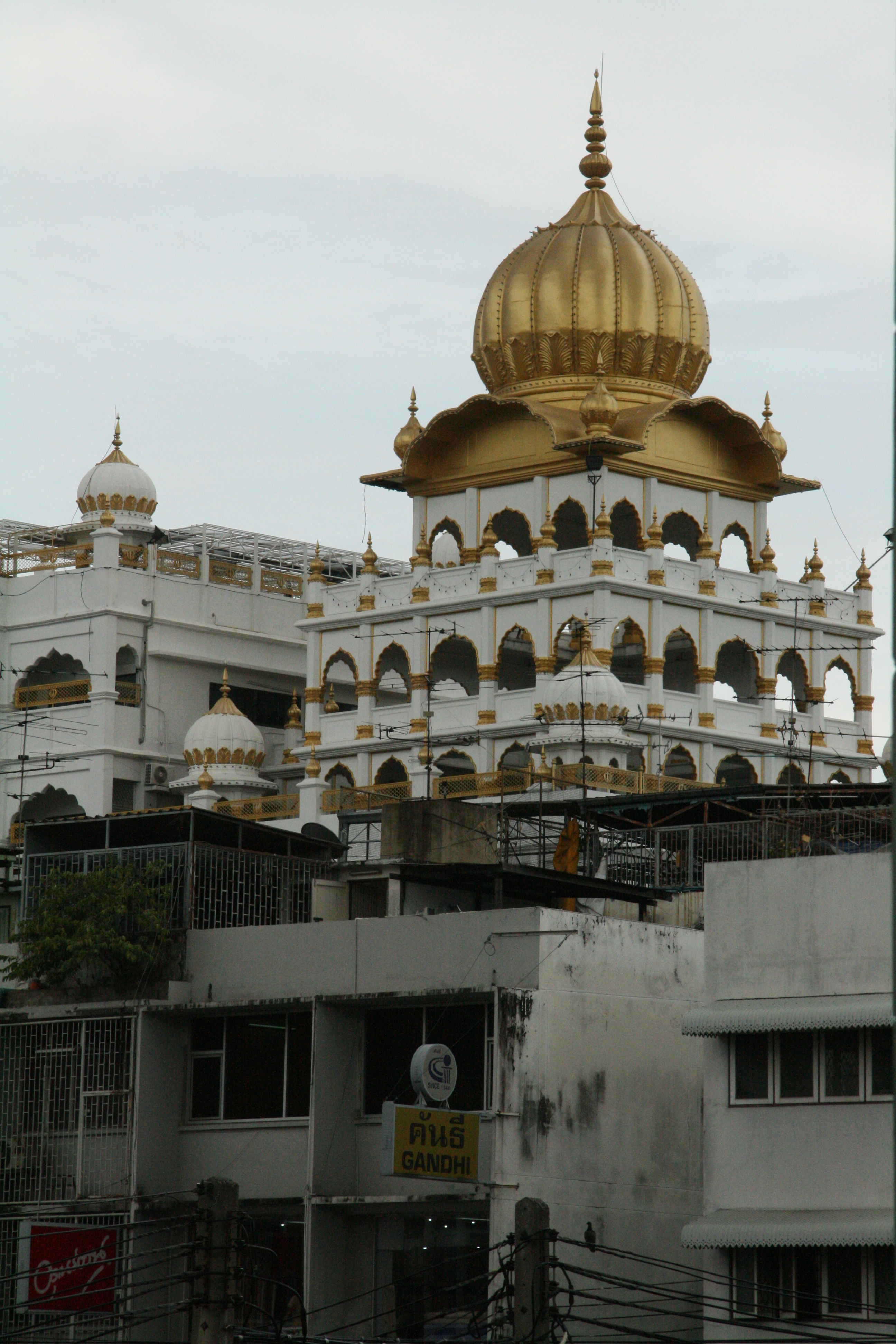
Gurudwara Siri Guru Singh Sabha à Bangkok.

La plupart des Isans  (ainsi que des Thaïs du nord, des Khmers du nord et certains Thaïs siamois ) pratiquent des religions locales qui se caractérisent par le culte de divinités locales et des ancêtres. Ces religions sont très similaires aux religions traditionnelles chinoises.

#### Hindouisme
Plusieurs milliers d'hindous d'origine indienne vivent en Thaïlande, principalement dans les grandes villes. De plus, l’Empire Khmer, qui a régné sur la Thaïlande pendant des siècles, avait de très fortes racines hindoues, et son influence se fait toujours ressentir sur les Thaïs. Quelques Chams hindous vivent aussi en Thaïlande. L'épopée nationale thaïlandaise Ramakien est très proche du Ramayna hindou. L'ancienne capitale d'Ayutthahya est nommée d'après Ayodhya, le lieu de naissance de Rama, le protagoniste indien de cette histoire. Des brahmanes thaïlandais effectuent des rites pour les dieux hindous. Des divinités hindo-bouddhistes sont vénérés par de nombreux Thaïs et il n'est pas rare de voir des statues ou des sanctuaires de Brahma, Ganesh, Indra, Shiva, Vishnou, Lakshmi et d'autres divinités hindo-bouddhistes (comme le sanctuaire d'Erawan). Un autre héritage de l’hindouisme est Garuda, désormais un symbole de la monarchie

## Religions abrahamiques

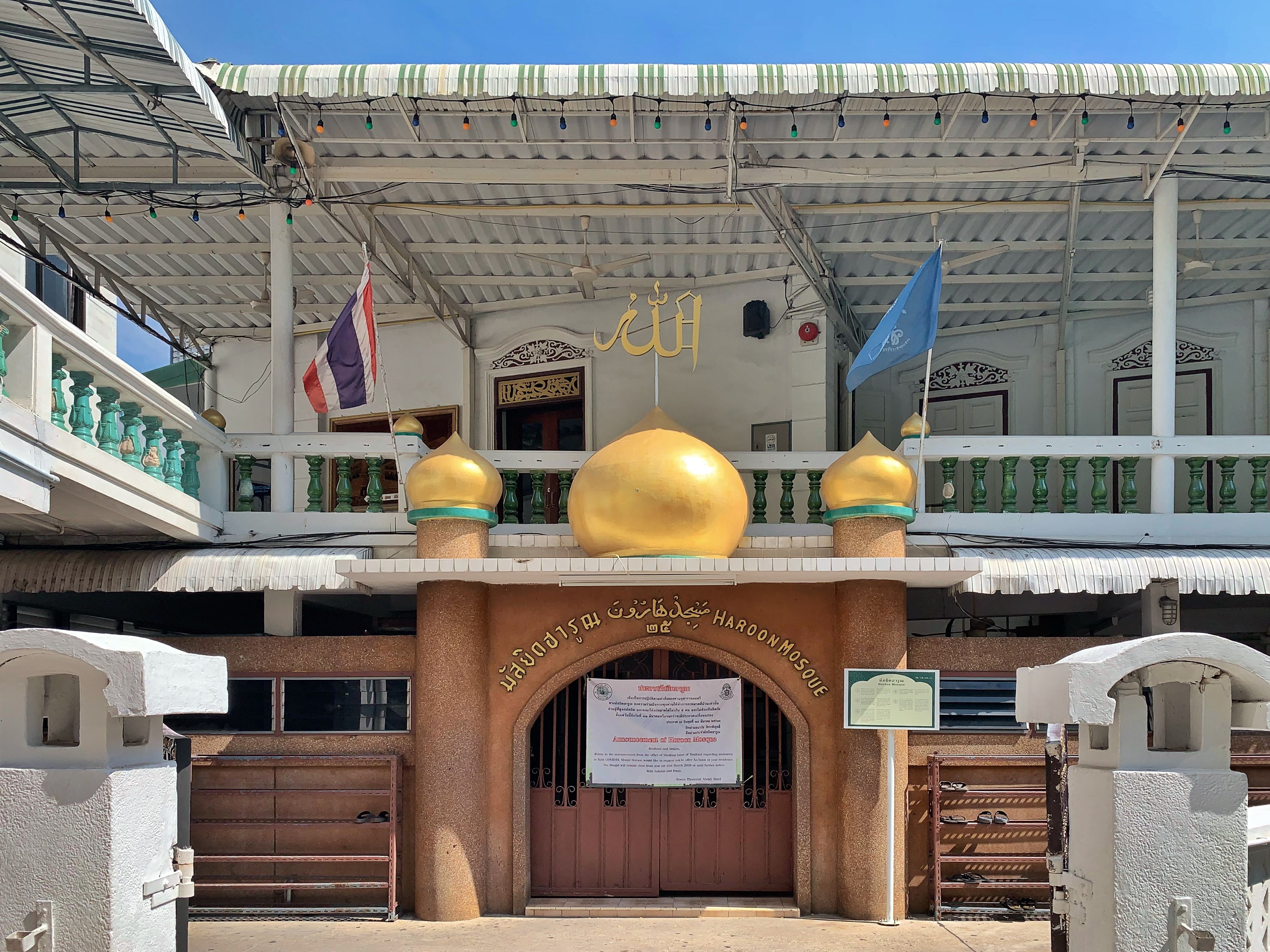
La mosquée Haroon, l'une des plus anciennes mosquées de Bangkok

### Islam
Selon le recensement de 2015, la Thaïlande compte 2 892 311 musulmans, soit 4,29 % de la population totale. 2 227 613 de ces musulmans sont concentrés dans la région sud du pays, où ils représentent jusqu'à 24,33% de la population.

### Christianisme

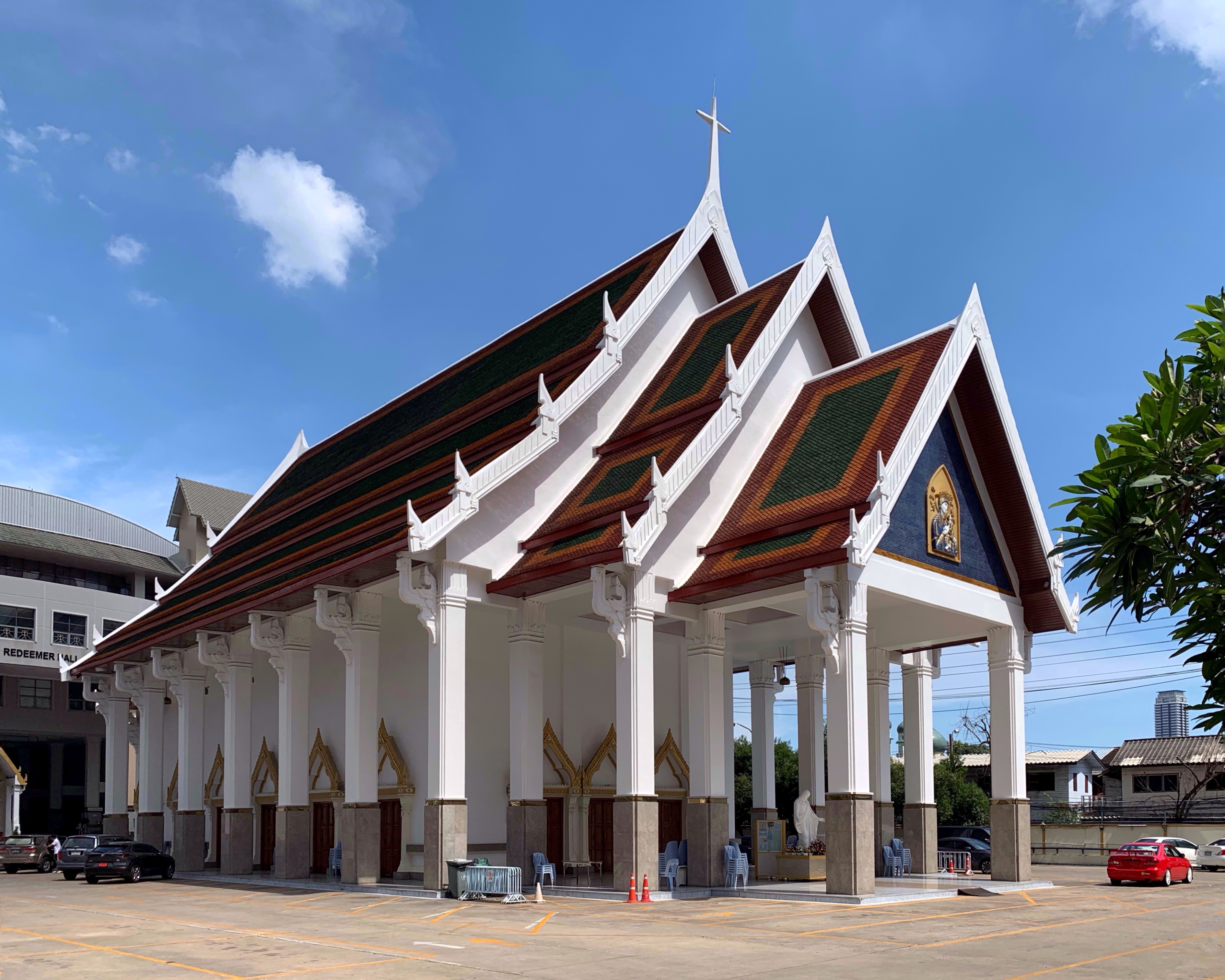
Église du Saint Rédempteur à Bangkok, construite selon le style architectural thaïlandais

Des missionnaires européens ont introduit le christianisme en Thaïlande dès les années 1550, lorsque des mercenaires portugais et leur chapelain sont arrivés à Ayutthaya. Cette religion a historiquement joué un rôle important dans la modernisation du pays, en particulier en ce qui concerne les institutions sociales et éducatives. En 2015, un peu plus d'1% de la population de Thaïlande est chrétienne. On estime que 400 000 d'entre eux sont catholiques.
Le Département de la Religion, sous l'autorité du Ministère de la Culture, reconnait officiellement cinq dénominations ou Églises chrétiennes: l'Église catholique, la Convention baptiste du Sud, l'Église adventiste du septième jour, l'Église du Christ en Thaïlande, et l'Alliance Évangélique de Thaïlande. Alors qu'ils ne soient pas reconnus officiellement, des missionnaires mormons de l'Église de Jésus-Christ des saints des derniers jours sont en activité en Thaïlande depuis des décennies, bien que le nombre de convertis demeure relativement faible.

### Judaïsme
La présence du judaïsme en Thaïlande remonte au XVIIe siècle avec l'arrivée de quelques familles juives baghdadies. Aujourd'hui, la communauté juive est composée d'Ashkénazes (notamment des expatriés ainsi que des descendants de réfugiés de la Russie tsariste puis de l'Union Soviétique) ainsi que de Séfarades, originaires d’Afghanistan, d'Iran et de Syrie. La majorité des juifs de Thaïlande, qui sont estimés à 2 000 personnes, vivent à Bangkok.

## Autres religions

### Sikhisme
Le premier sikh connu à être venu en Thaïlande était Ladha Singh, qui est arrivé en 1890. D'autres sikhs l'ont rejoint au début des années 1900 et, en 1911, plus d'une centaine de familles sikhs s'étaient installées en Thaïlande, principalement dans la région de Thonburi. Il n'y avait pas à cette époque de gurdwaras (temples sikhs) et les prières avaient lieu dans des habitations privées tous les dimanches et les jours de gurpurb. La communauté sikh a continué de croître et en 1912, il a été décidé de construire un gurdwara. Il se dresse aujourd'hui dans le quartier Pahurat de Bangkok et imite le Temple d'or d'Amritsar, en Inde. La communauté sikhe, petite, mais influent, vit surtout dans les villes du pays.

## Liberté de culte

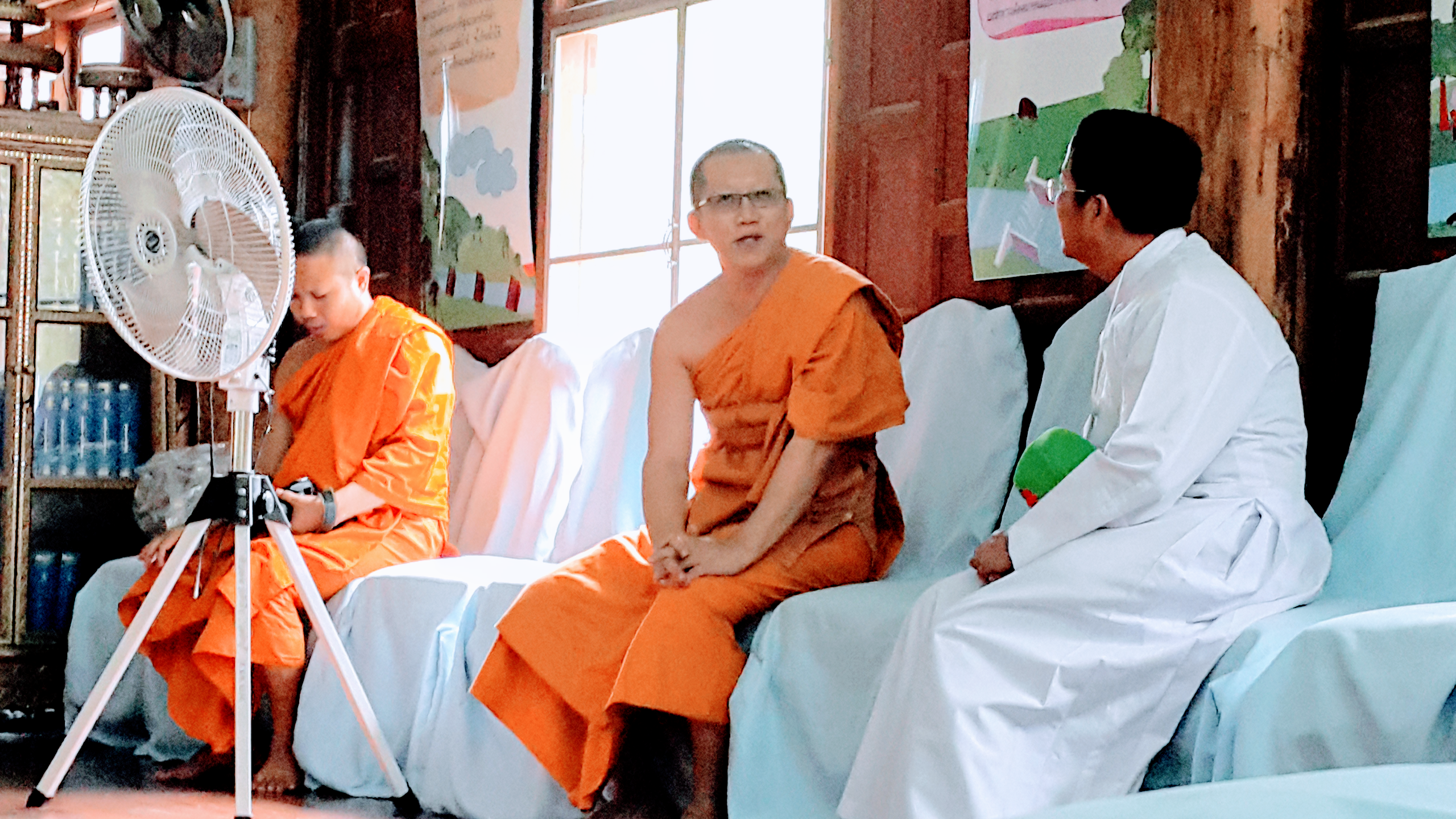
Un moine bouddhiste et un prêtre catholique discutant dans un temple à Kanchanaburi

La loi thaïlandaise garantit la liberté de culte, et ce droit est respecté en pratique par le gouvernement. Toutefois, celui-ci ne reconnait pas officiellement les nouveaux mouvement religieux qui n'ont pas été accepté dans l'une des instances dirigeantes religieuses préexistante. Dans les faits, ces mouvements religieux non-reconnus peuvent agir en toute liberté, et la non-reconnaissance par le gouvernement n'entrave pas le fonctionnement de ces groupes.
Le gouvernement impose une limite au nombre de missionnaires étrangers pouvant travailler dans le pays, bien que des missionnaires non-déclarés soient présent en grand nombre et soient autorisés à vivre et travailler librement. Aucune discrimination religieuse à grande échelle n'a été rapportée. Cependant, dans les provinces du sud, des violences séparatistes ont créé une méfiance entre les communautés bouddhistes et musulmanes.